# Independent News & Media
Independent News & Media (INM) este o companie media fondată în anul 1904 la Dublin,
care deține peste 200 de ziare și reviste, peste 130 de stații radio în Australia, India, Irlanda, Noua Zeelandă, Africa de Sud și Marea Britanie.
INM deține și ziarele The Independent și The Independent on Sunday.
Cifra de afaceri în anul 2007: 1,67 miliarde lire sterline